# Wulfila bryantae
Wulfila bryantae är en spindelart som beskrevs av Norman I. Platnick 1974. Wulfila bryantae ingår i släktet Wulfila och familjen spökspindlar. Inga underarter finns listade i Catalogue of Life.